# Disteln (Herten)
Disteln ist ein Stadtteil von Herten im nordrhein-westfälischen Kreis Recklinghausen im nördlichen Ruhrgebiet.
Der Ort liegt im mittleren östlichen Bereich des Stadtgebiets von Herten, östlich von Paschenberg und direkt angrenzend an das Stadtgebiet von Recklinghausen im Osten. Am nördlichen Rand des Stadtteils, unmittelbar südlich Scherlebecks, verläuft die Westerholter Straße (L 511); von Recklinghausen im Osten zur sich im Südwesten anschließenden Stadtmitte führt die Kaiserstraße (L 622), die im Osten Anschluss an die A 43 bietet.

## Verkehr
Die VRR-Buslinien 214, 224, 245 und NE9 der Vestischen Straßenbahnen erschließen Disteln. Zusätzlich bedienen die Buslinien SB49, 249 und NE2 den südlichen Rand des Stadtteils.
| Linie | Verlauf | Takt (Mo–Fr)                                            |
| ----- | --- | ------------------------------------------------------- |
| SB49  | Gelsenkirchen-Buer Rathaus – Gelsenkirchen-Resse – Herten Rathaus (Herten , 300 m) – Herten Mitte (Herten , 500 m) –Disteln Josefstr. – Hochlar – Viehtor – Recklinghausen Hbf | 30 min                                                  |
| 214   | RE Nordcharweg – Nordviertel – Recklinghausen Hbf – Lohtor – Westviertel – Herten-Scherlebeck – Disteln – Herten Mitte (Herten , 500 m) | 60 min (Recklingh.–Scherleb.) 30 min (Scherleb.–Herten) |
| 224   | Recklinghausen Letterhausstraße – Ostviertel – Recklinghausen Hbf – Viehtor – Westviertel – Herten-Scherlebeck – Disteln – Herten Mitte (Herten , 500 m) | 30 min                                                  |
| 245   | Herten Mitte (Herten , 500 m) – Herten Rathaus (Herten , 300 m) – Waldfriedhof – Disteln – Langenbochum Hofstraße | 60 min                                                  |
| 249   | Gelsenkirchen-Buer Rathaus – Gelsenkirchen-Resse – Herten Rathaus (Herten , 300 m) – Herten Mitte (Herten , 500 m) – Disteln Josefstr. – Hochlar – Westviertel Moltkestr. – Paulusviertel Paulusstr. – Viehtor – Recklinghausen Hbf | 30 min (Buer–Herten) 15 min (Herten–Recklingh.)         |
| NE2   | Bottrop ZOB Berliner Platz – Bottrop-Eigen – Ellinghorst – Gladbeck Goetheplatz – Gladbeck Ost Bf – Gelsenkirchen-Scholven – Bülse – Gelsenkirchen-Buer Rathaus – Gelsenkirchen-Resse – Herten Rathaus (Herten , 300 m) – Herten Mitte (Herten , 500 m) – Disteln Josefstr. – Hochlar – Westviertel Moltkestr. – Paulusviertel Paulusstr. – Viehtor – Recklinghausen Hbf NachtExpress: In den Nächten von Freitag auf Samstag, Samstag auf Sonntag und vor Feiertagen | 60 min                                                  |
| NE9   | Gelsenkirchen-Buer Rathaus – Gelsenkirchen-Buer Nord Bf – Gelsenkirchen-Hassel – GE-Hassel Bf – Herten-Bertlich – Westerholt – Langenbochum – Scherlebeck – Disteln – Herten Mitte (Herten , 500 m) NachtExpress: In den Nächten von Freitag auf Samstag, Samstag auf Sonntag und vor Feiertagen | 60 min                                                  |

## Galerie
Die ersten drei der folgenden Gebäude stehen unter Denkmalschutz:

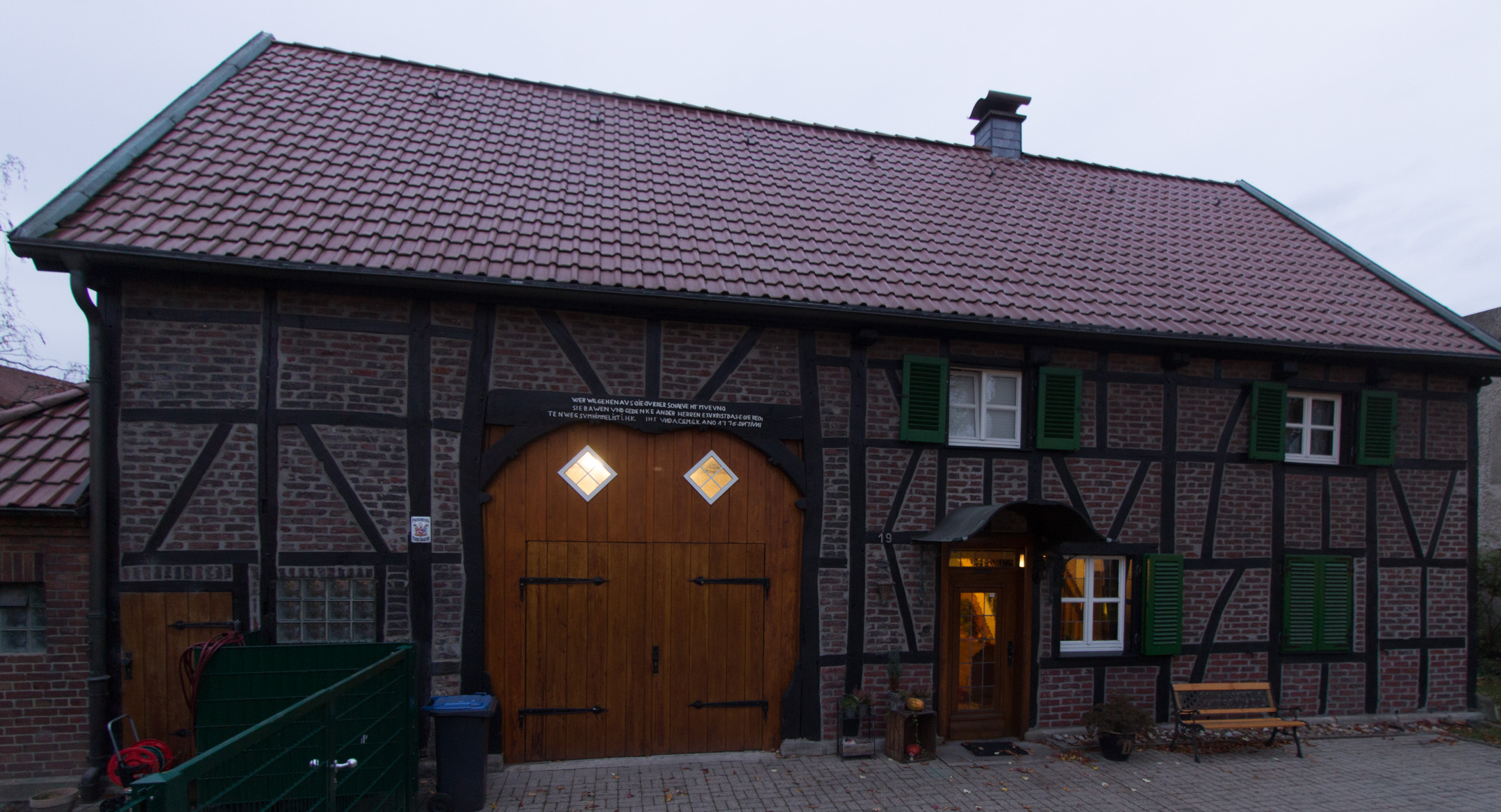
„Fachwerkgebäude“, Josefstraße 19
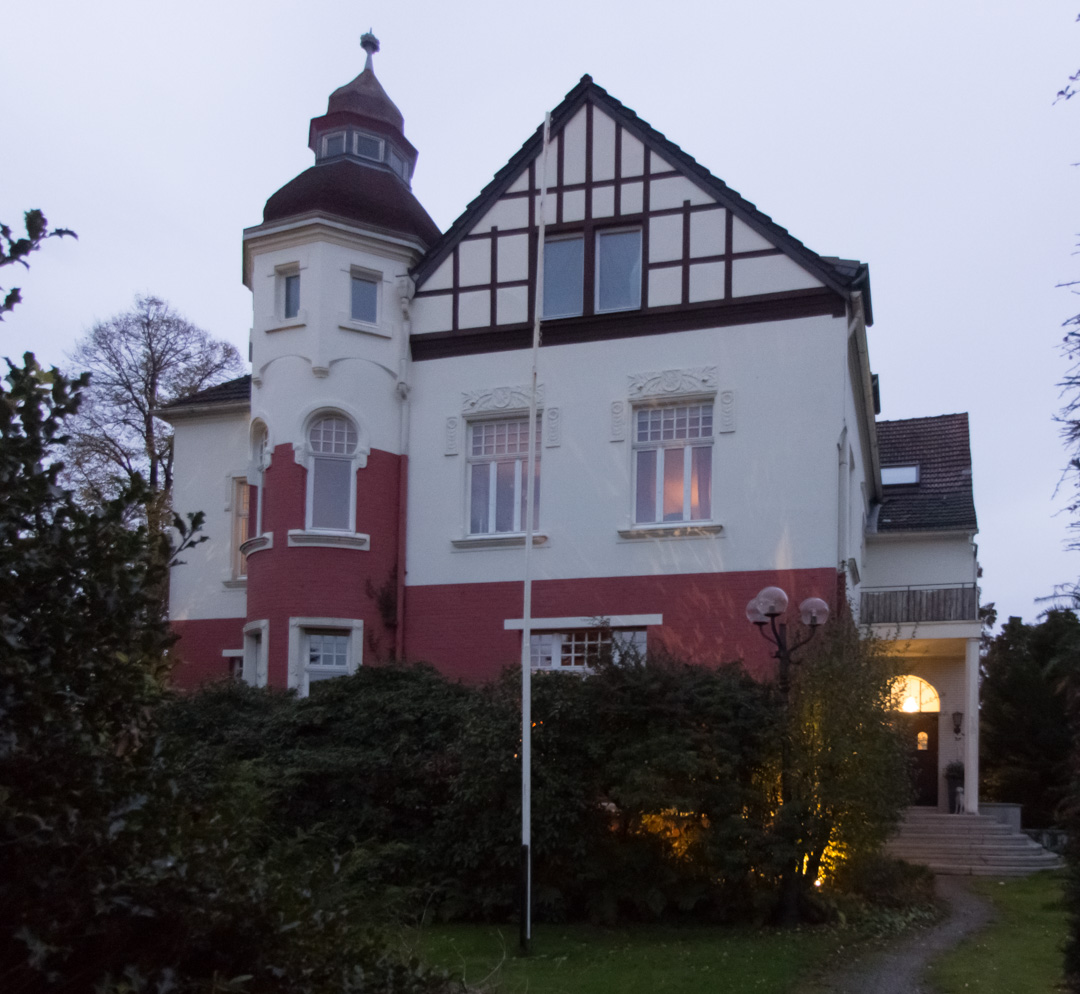
„Villa, Einfriedung“, Kirchstraße 57
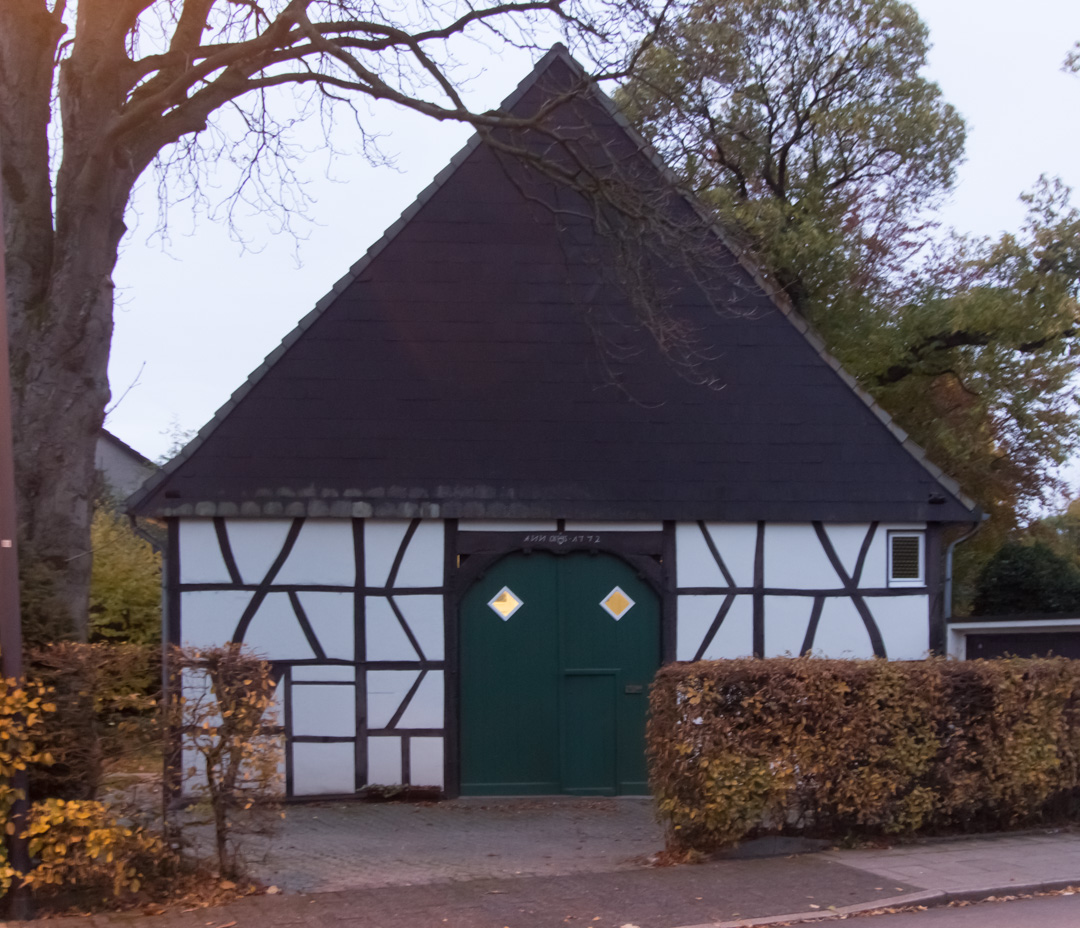
„Fachwerkgebäude“, Schulstraße 27
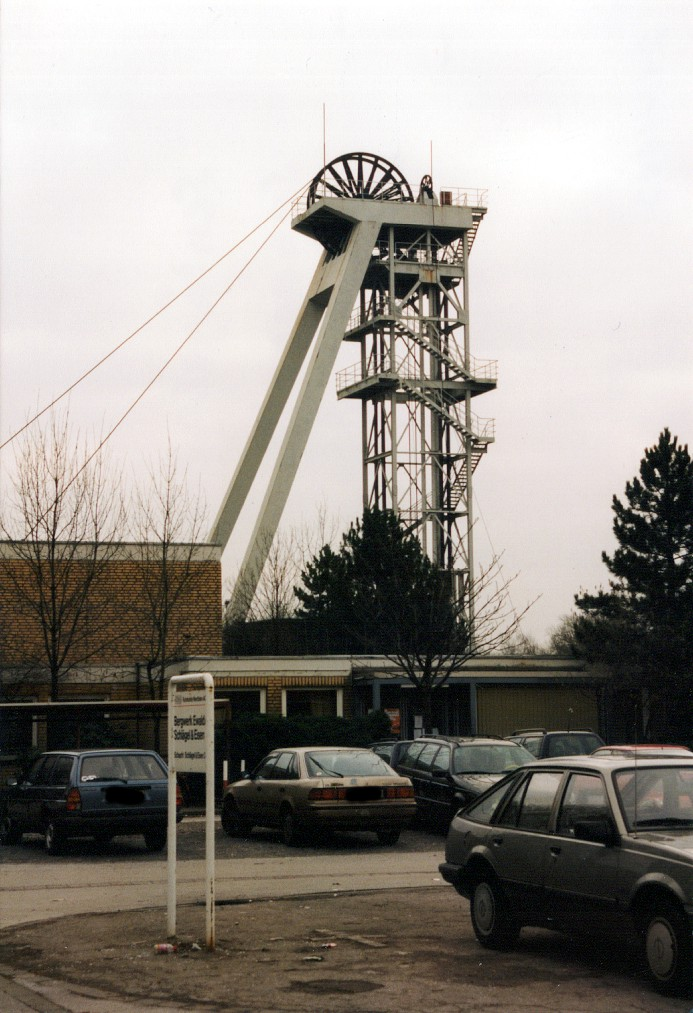
Förderturm, Schlägel & Eisen Schacht 2
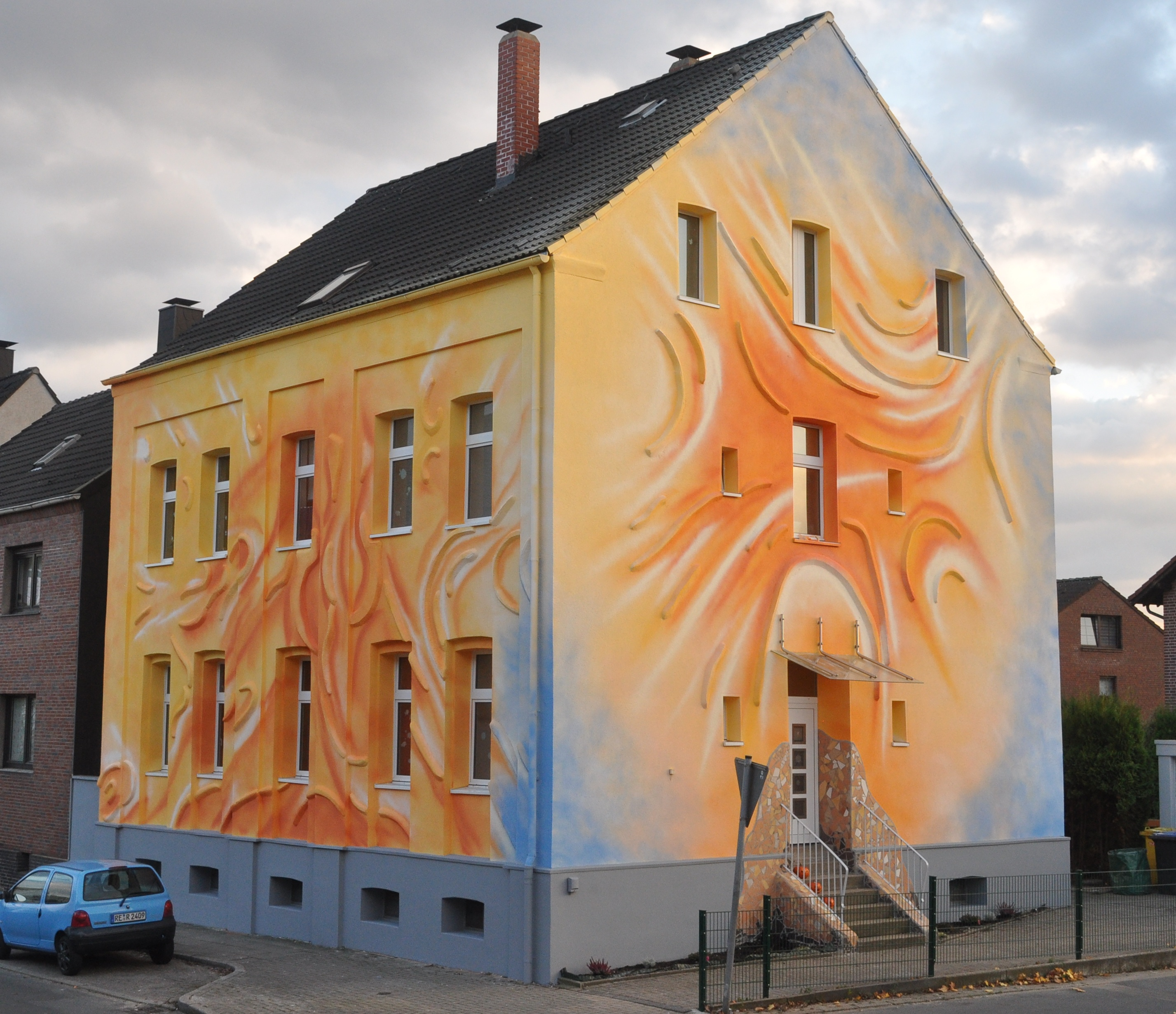
Sternenhaus, Reitkamp 6, bemalt von Robert Kaller